# Sambonggede
Sambonggede is een bestuurslaag in het regentschap Tuban van de provincie Oost-Java, Indonesië. Sambonggede telt 3972 inwoners (volkstelling 2010).